# Aying

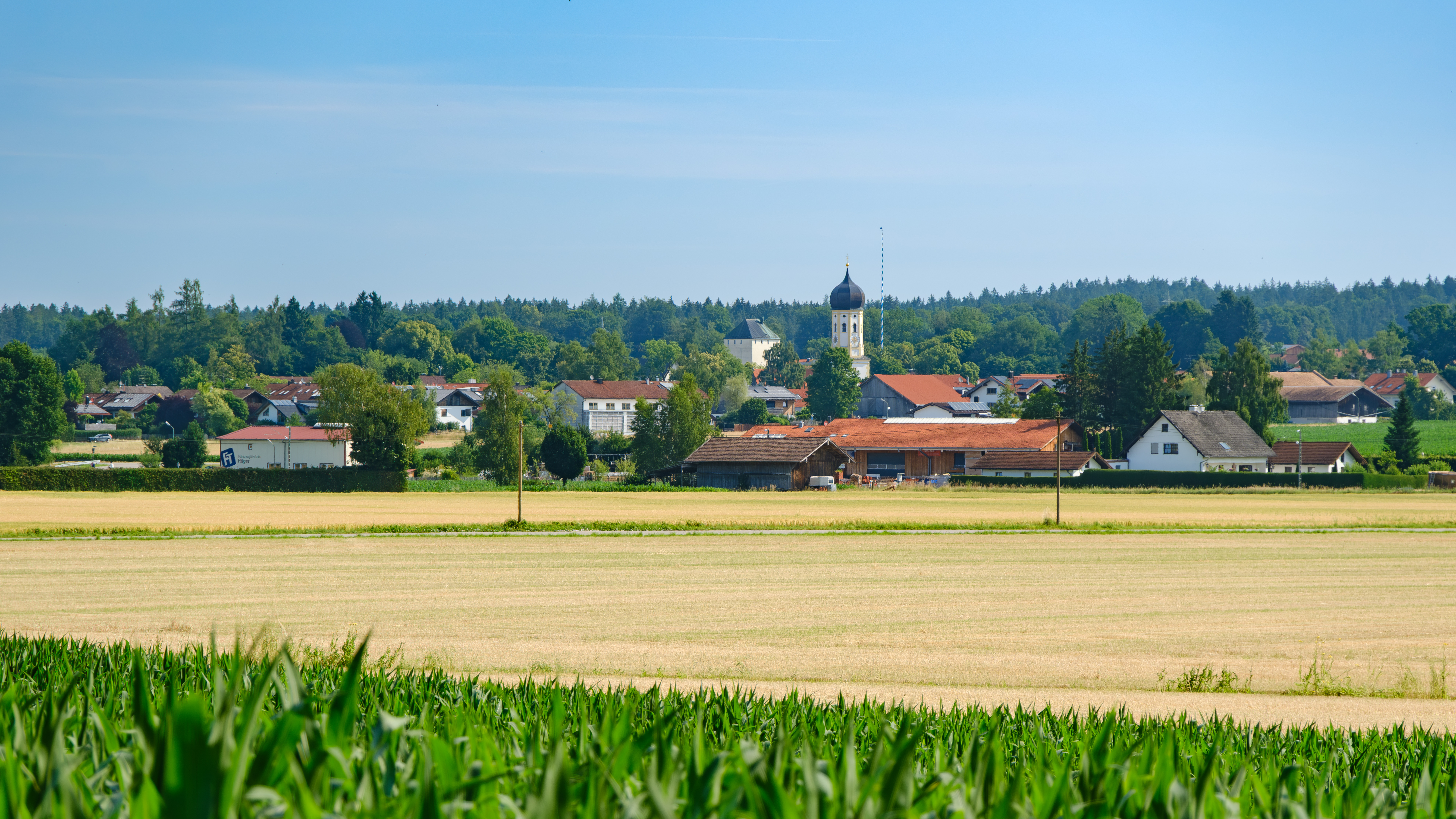
Aying gesehen von Südwest

Aying ist eine Gemeinde im Südosten des Landkreises München im Regierungsbezirk Oberbayern, etwa 25 Kilometer südöstlich von München. Das Gemeindegebiet grenzt an die drei Landkreise Ebersberg, Miesbach und Rosenheim.

## Geographie

### Gemeindegliederung
Es gibt 19 Gemeindeteile (in Klammern ist der Siedlungstyp angegeben):
- Aying (Pfarrdorf)
- Blindham (Einöde)
- Dürrnhaar (Dorf)
- Göggenhofen (Dorf)
- Graß (Dorf)
- Griesstätt (Einöde)
- Großhelfendorf (Dorf)
- Heimatshofen (Weiler)
- Kaltenbrunn (Weiler)
- Kaps (Weiler)
- Kleinhelfendorf (Pfarrdorf)
- Kleinkarolinenfeld (Dorf)
- Loibersdorf (Weiler)
- Oberschops (Einöde)
- Peiß (Kirchdorf)
- Rauchenberg (Einöde)
- Spielberg (Einöde)
- Trautshofen (Weiler)
- Unterschops (Einöde)

### Nachbargemeinden
Aying ist von sechs Gemeinden Brunnthal, Egmating (Kreis Ebersberg), Feldkirchen-Westerham (Kreis Rosenheim), Glonn (Kreis Ebersberg), Höhenkirchen-Siegertsbrunn und Valley (Kreis Miesbach) umgeben.

### Natur
Folgende Schutzgebiete berühren das Gemeindegebiet:
- Naturschutzgebiet Kupferbachtal bei Unterlaus (NSG-00177.01)
- Landschaftsschutzgebiet LSG Hofoldinger und Höhenkirchner Forst (LSG-00198.01)
- Fauna-Flora-Habitat-Gebiet Kupferbachtal, Glonnquellen und Gutterstätter Streuwiesen (8037-371)

## Geschichte
Archäologische Funde, ein 2016 entdecktes römisches Kastell und Erdställe in Aying und Peiß beweisen, dass auf dem Gemeindegebiet bedeutende keltische, römische und mittelalterliche Ansiedlungen waren. Entlang der auf weiten Strecken sichtbaren Römerstraße Via Julia von Augsburg über Kissing, Schöngeising, Gilching und Gauting liegt nach dem einzigen als römisch überlieferten Straßendokument „Itinerarium Antonini“ der antike Ort „Isinisca“ im Gemeindegebiet von Aying. Es gibt zahlreiche Funde und Siedlungsspuren der Latènezeit, der römischen Kaiserzeit und aus dem frühen Mittelalter im gesamten Gebiet von Aying bis in die südlichen Nachbargemeinden und eine römische Meilensäule mit genauen und passenden Entfernungsangaben. Es verlief eine weitere Römerstraße von Castra Regina (Regensburg) nach Isinisca. In Kleinhelfendorf soll im 7. Jahrhundert der damalige Bischof von Regensburg, der Heilige Emmeram, auf einer Reise von Regensburg nach Rom zu Tode gemartert worden sein. Der Ortsname wird 791 als Eiinga und 857 als Eigingon erwähnt, folgt der verbreiteten Namensbildung auf -ing und bedeutet etwa „bei den Leuten des Eio“ (oder ähnlich). Seit dem 8. Jahrhundert sind die bayerischen Herzöge in der Gemeinde Aying begütert. Aus dem frühen 8. Jahrhundert stammt ein jüngst entdeckter Grabhügel. Das Herzogsgut ging an das Königshaus über. Bereits 885 ist ein Königshof in Helfendorf belegt, der Abgaben an die Kapellenverwaltung in Altötting leisten musste.

### Gemeindebildung
Die Gemeinden Helfendorf und Peiß wurden am 1. Mai 1978 durch die Gemeindegebietsreform zur Gemeinde Aying zusammengelegt. Aying war bis dahin – obwohl es deutlich mehr Einwohner hatte – ein Ortsteil von Peiß, ebenso gehörte Dürrnhaar zu dieser Kommune. Sechs Jahre zuvor wurde die Gemeinde Helfendorf, die aus 15 Ortsteilen bestand, vom Altlandkreis Bad Aibling dem Landkreis München zugeschlagen.

### Einwohnerentwicklung
Zwischen 1988 und 2018 wuchs die Gemeinde von 3059 auf 5381 um 2322 Einwohner bzw. um 75,9 %. Am 31. März 2024 hatte der Hauptort 2003 Einwohner.

## Religionen
Die Pfarreien St. Andreas Aying und St. Emmeram Helfendorf bilden einen katholischen Pfarrverband. Der Sitz ist in Aying, der Wohnort des Pfarrers in Kleinhelfendorf. Filialgemeinde von Helfendorf ist Sankt Martin in Grub (Gemeinde Valley, Kreis Miesbach), damit reicht die Region München des katholischen Bischofsvikars über die Stadt- und Landkreisgrenze Münchens hinaus.
Die evangelisch-lutherischen Gemeindemitglieder werden durch die Kreuz-Christi-Kirchengemeinde in Höhenkirchen-Siegertsbrunn betreut. Evangelische Gottesdienste werden im Seniorenzentrum der Arbeiterwohlfahrt in Aying angeboten.

## Politik

### Gemeinderat und Bürgermeister
Der Gemeinderat besteht aus 20 Mitgliedern. In der Amtsperiode 2020–2026 sind die Sitze wie folgt verteilt:
| Partei/Gruppierung | Sitze | G/V | Stimmenanteil |
| ------------------ | ----- | --- | ------------- |
| CSU                | 6     | +2  | 30,1 %        |
| SPD                | 1     | ±0  | 3,3 %         |
| Grüne              | 4     | +2  | 22,1 %        |
| FWGA*              | 4     | −1  | 21,8 %        |
| PWH**              | 5     | −1  | 22,8 %        |

* Freie Wählergemeinschaft der Gemeinde Aying     ** Parteilose Wählergemeinschaft Helfendorf
Seit 1996 hat die Gemeinde Aying aufgrund eines entsprechenden Beschlusses des Gemeinderats einen hauptamtlichen Ersten Bürgermeister. Dieses Amt hat Peter Wagner (CSU) seit dem 1. Mai 2020 inne.

### Wappen
| | Blasonierung: „In Blau ein silberner Pfahl; vorne ein goldener Palmzweig; hinten übereinander zwei goldene Bügelkronen.“ |
| Wappenbegründung: Der Pfahl symbolisiert die gerade Römerstraße, die das Gemeindegebiet durchquert, der Palmzweig erinnert an das Martyrium des heiligen Bischofs Emmeram (Sieg des Glaubens über das Böse), die Kronen nehmen Bezug auf den Königshof in Helfendorf. Es handelt sich um das Wappen der Altgemeinde Helfendorf. | |

## Wirtschaft

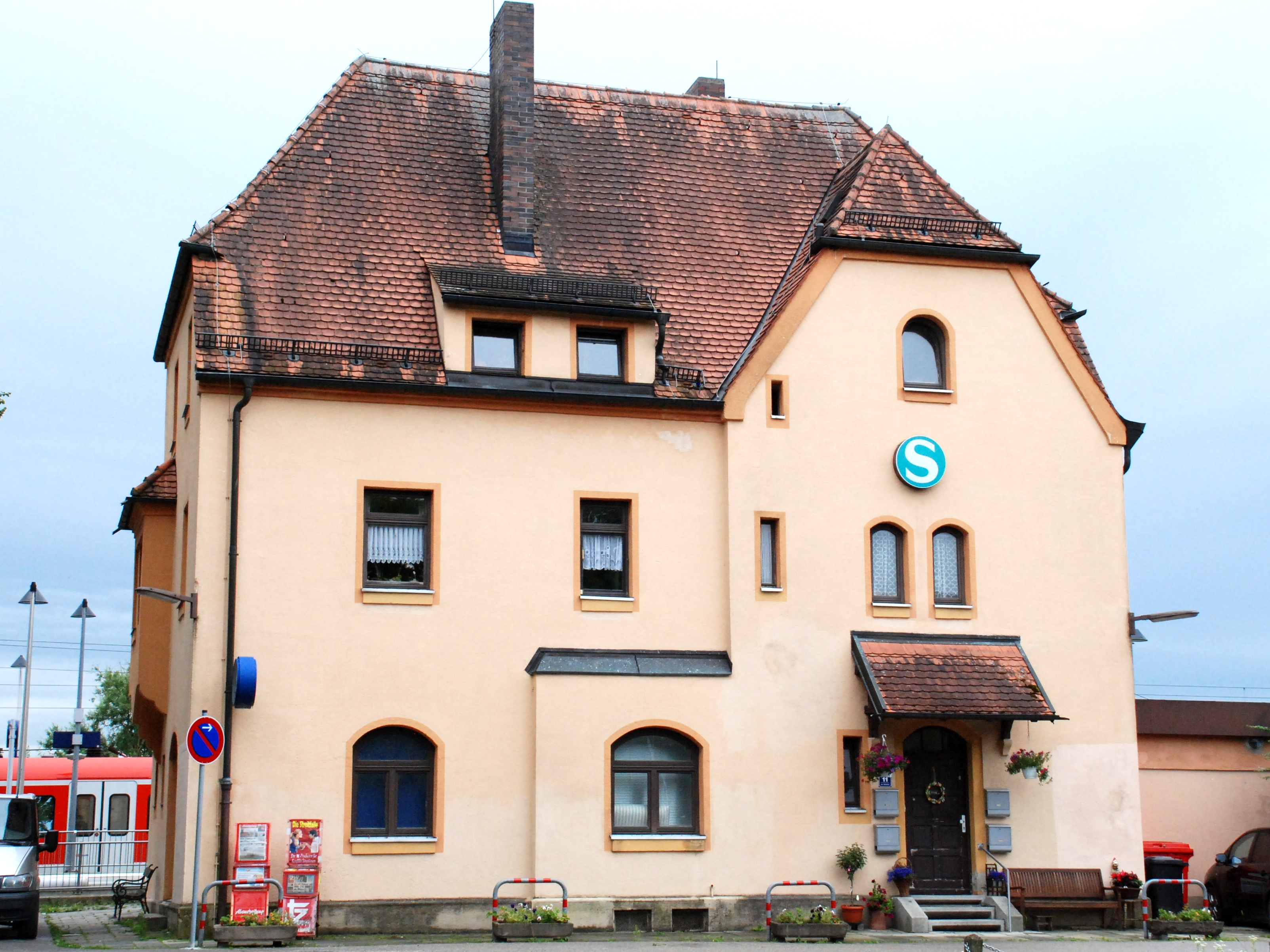
Bahnhof Aying

### Verkehr

#### Straße
Aying liegt an der Autobahn A 8 (Ausfahrt 96, Hofolding). Weiterhin führt die Staatsstraße 2078 von München nach Bad Aibling („Rosenheimer Landstraße“) durch das Gemeindegebiet.

#### ÖPNV
S-Bahn
Die in den MVV integrierte S-Bahn-Linie S 5, die von Kreuzstraße durch die Münchner Innenstadt nach Pasing verkehrt, fährt auf der Bahnstrecke München-Giesing–Kreuzstraße durch die Kommune. Die Haltepunkte sind Dürrnhaar, Aying, Peiß und Großhelfendorf. Nach der Stadt München hat die Gemeinde Aying die meisten S-Bahn-Haltepunkte im Münchner S-Bahn-Netz.
Busverkehr
Die MVV-Buslinien 276 und 277 verbinden Aying mit Bad Aibling.

### Ansässige Unternehmen
- Die Brauerei Aying wurde 1878 gegründet und beschäftigt heute 80 Personen.
- Die Fritz Mühlenbäckerei, gegründet 1987, mit 50 Mitarbeitern und 2,9 Millionen Euro Jahresumsatz (Stand 2006)[18]
- Die Fritzmeier Gruppe hat ihren Stammsitz in Großhelfendorf.
- Tiefengeothermie-Kraftwerk Dürrnhaar der Süddeutschen Geothermieprojekte GmbH[19]

## Schulen, Freizeit und Sport

### Bildungseinrichtungen
- Kindergarten „Wilde Wiese“ in Dürrnhaar
- Kindergarten „Am Weiher“ in Aying
- Kinderkrippe „Schulhauszwergal“ in Aying
- Waldkindergarten „Bergblume“ in Peiß
- Kinderkrippe „Lindennest“ in Großhelfendorf[20]
- Katholischer Kindergarten „Haus der kleinen Römer“ in Großhelfendorf
- Grundschule der Gemeinde Aying in Großhelfendorf

Weiterführende Schulen gibt es in der Gemeinde selber nicht. In der Nähe Ayings gibt es Hauptschulen in Höhenkirchen-Siegertsbrunn und Feldkirchen-Westerham, Realschulen (u. a. in Neubiberg) und Gymnasien (u. a. in Höhenkirchen-Siegertsbrunn, Ottobrunn und Neubiberg).

### Freizeit- und Sportanlagen
- Reitverein St. Andreas Großhelfendorf
- (Schul-)Sportanlagen in Großhelfendorf
- Tennisplätze in Großhelfendorf
- Sportanlagen des Vereins „SF Aying“
- Stocksportanlage in Großhelfendorf

Mit der Eingemeindung eines Teils des Hofoldinger Forstes zum 1. Januar 2011 erhöhte sich die Fläche des Gemeindegebietes um 10,0 km².

## Kultur und Sehenswürdigkeiten

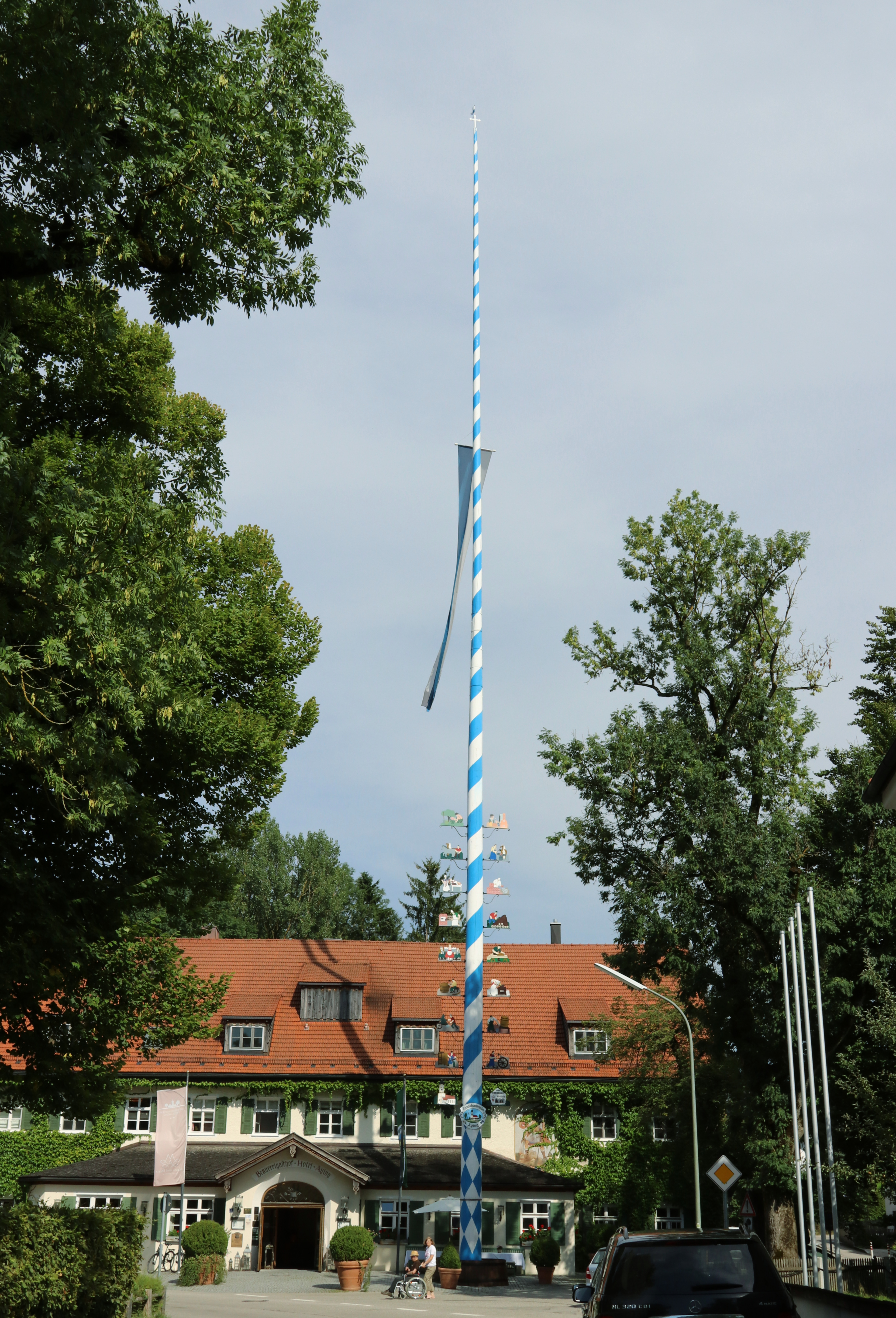
Maibaum in Aying

Die Ortschaften der Gemeinde haben ihren dörflichen Charakter weitgehend erhalten. Die Brauerei, die Biergärten und das Ayinger Zentrum mit einem Brauereigasthof und dem höchsten Maibaum Europas sind Anziehungspunkte für Touristen aus aller Welt. Die Bräudult vor den Pfingstferien, das Johannifeuer der Freiwilligen Feuerwehr Aying im Juni und der Bräukirta (Kirchweih) im Oktober mit großem Bierzelt sind alljährliche Festivitäten in Aying. Unweit der Ausfahrten „Hofoldinger Forst“ kündet eine Unterrichtungstafel auf der Bundesautobahn 8 von der „Kulturlandschaft Aying“. Durch den Hofoldinger Forst bis zur „Römersiedlung“ bei Peiß und weiter nach Kleinhelfendorf zur Emmeramskapelle führt die Römerstraße Via Julia, als Radwanderweg mit blauen Schildern und Schautafeln.

### Theater
Der Verein Ayinger-Gmoa-Kultur betreibt ein Amateurtheater, bei dem Marcus Everding bisweilen als Autor und Regisseur fungiert.

### Museen

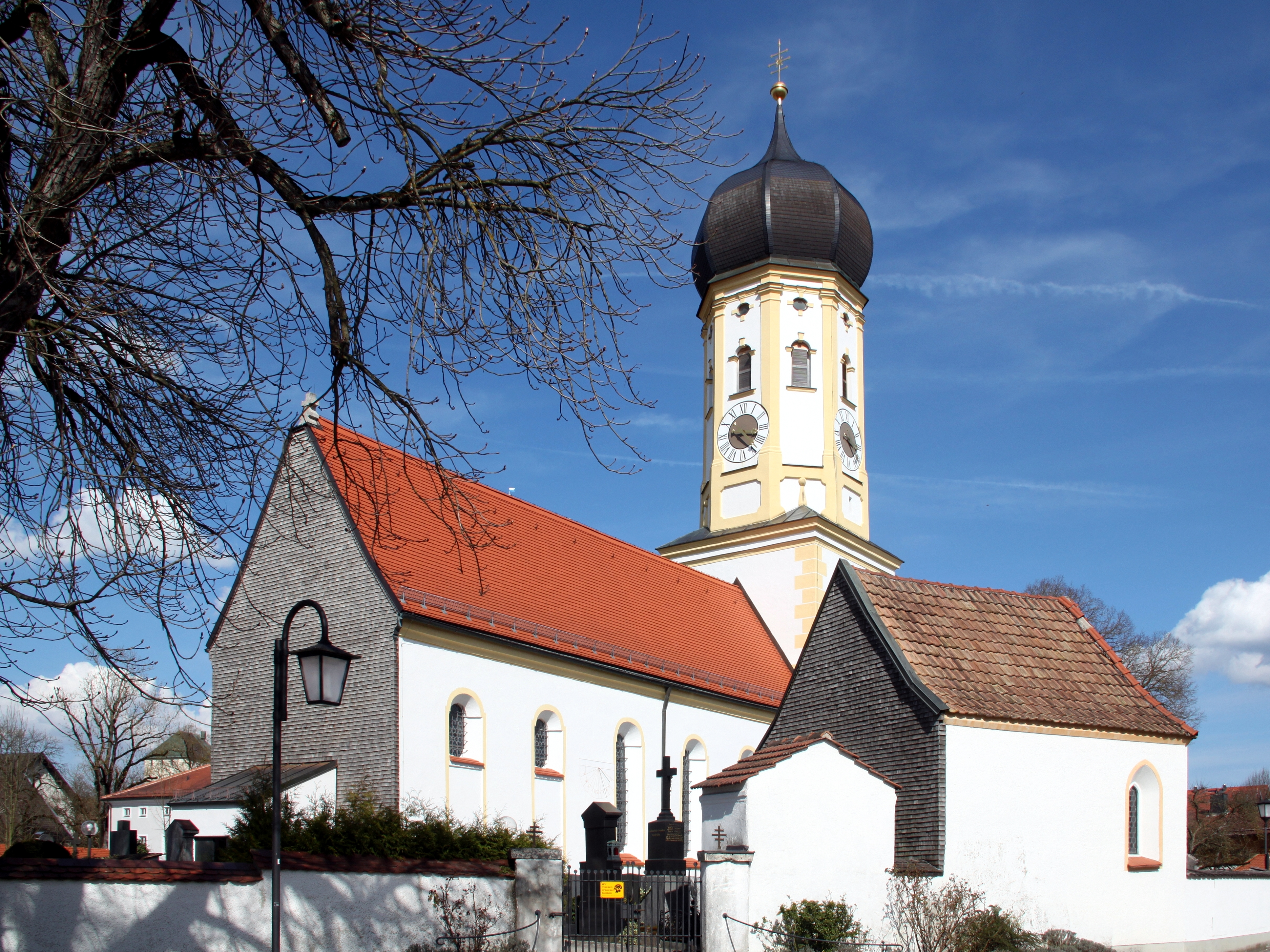
Pfarrkirche St. Andreas (Aying)

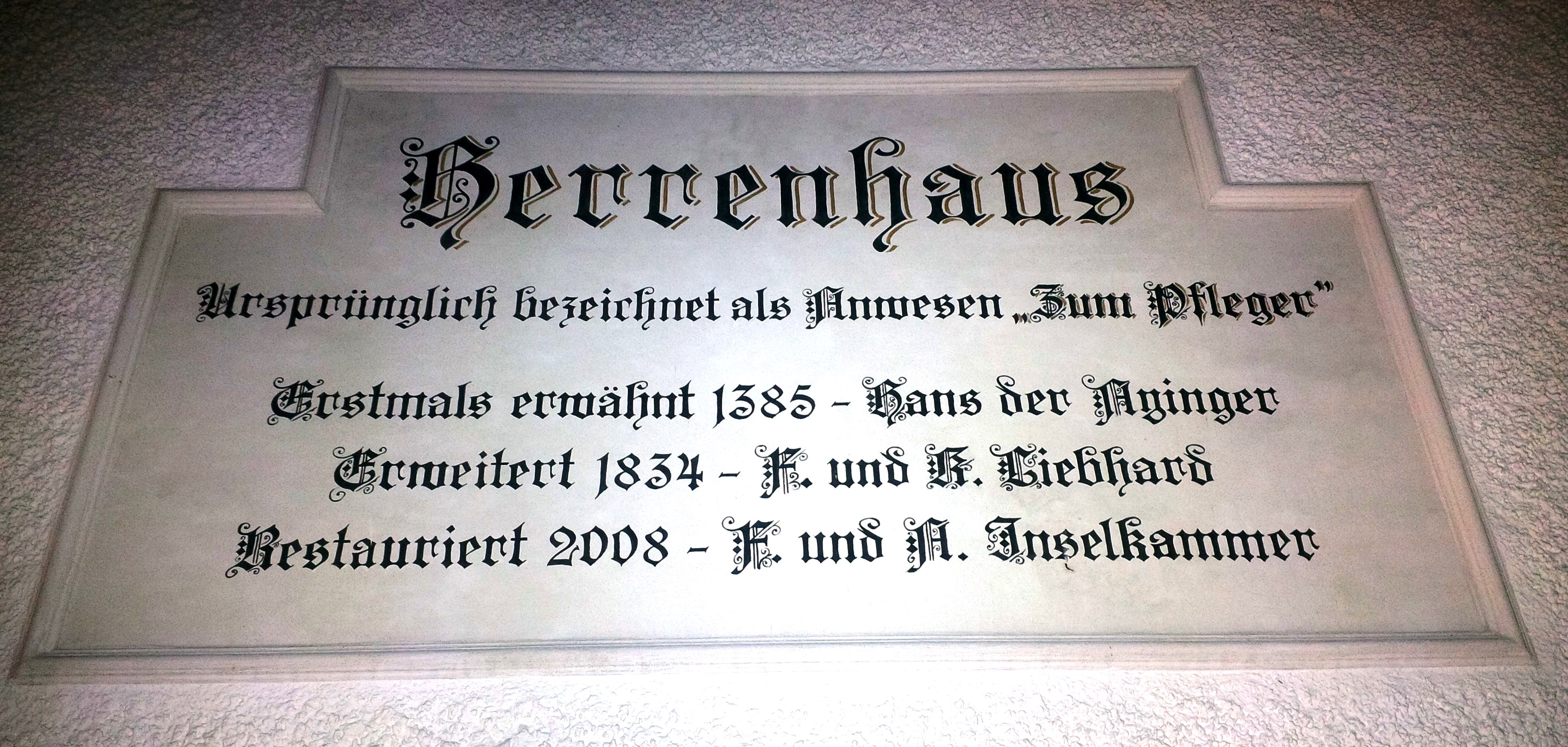
Herrenhaus

- Sixthof in Aying (Heimatmuseum)

### Bauwerke
- Pfarrkirche St. Andreas
- Lambertuskapelle, Kriegergedächtniskapelle auf dem Kirchenfriedhof
- Pfarr- und Wallfahrtskirche St. Emmeram in Kleinhelfendorf
- Marterkapelle in Kleinhelfendorf
- Brunnenkapelle in Kleinhelfendorf
- Kapelle Zum gegeißelten Heiland in Dürrnhaar
- Filialkirche St. Nikolaus in Peiß
- Grotte (kleine Kapelle in Kleinkarolinenfeld, Waldlichtung)

### Natur

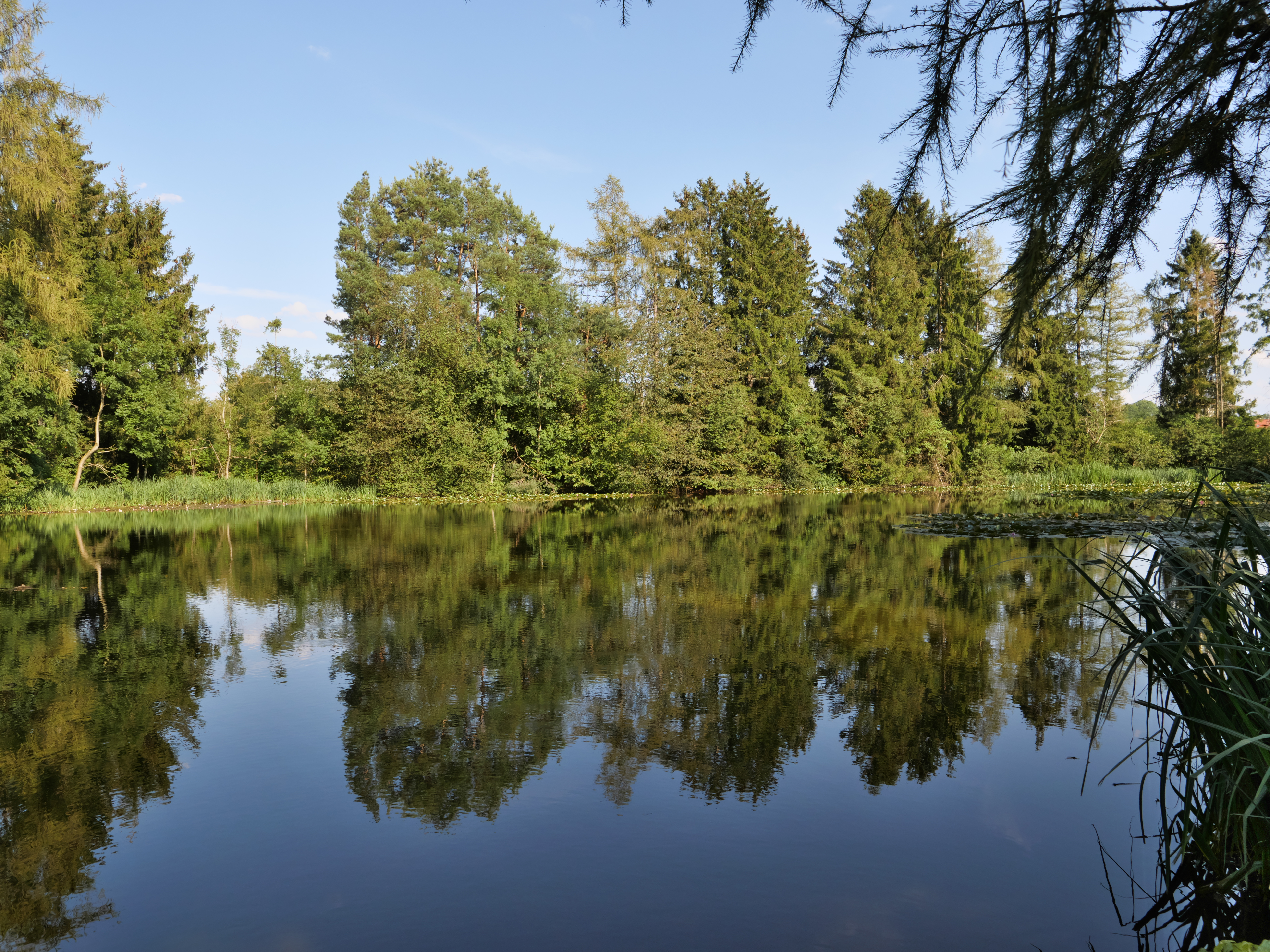
Biersee am Siegertsbrunner Weg in Aying

- Biersee: renaturierter See mit Wasserzulauf aus dem seit Ende 2019 wieder offengelegten Dorfgraben (Gewässer dritter Ordnung)[23]
- Bergermoor östlich von Peiß
- Naturschutzgebiet Kupferbachtal
- Bergtierpark Blindham

### Regelmäßige Veranstaltungen
- Johannifeier des Helfendorfer Trachtenvereins d’Goldbergler, immer am 24. Juni
- Johannifeier der Freiwilligen Feuerwehr Aying
- Johannifeuer des Burschenvereins Dürrnhaar
- Dorffest in Peiß mit Johannifeuer am letzten Sonntag im Juli
- Emmeranifeier der Freiwilligen Feuerwehr Helfendorf am 22. September
- Emmeramifest (Patrozinium) am Sonntag, der dem 22. September am nächsten ist, in Kleinhelfendorf
- Veteranenjahrtag des Veteranen- und Kriegervereins Aying am Pfingstmontag
- Veteranenjahrtag des Veteranen- und Kriegervereins Helfendorf am ersten Sonntag im September
- Trachtenjahrtag des Trachtenvereins d’Goldbergler Helfendorf am dritten Sonntag im September
- Patrozinium Sankt Andreas in Aying (Festtag: 30. November)
- Helfendorfer-Weihnachtsmarkt im Brunnenhof (zweiter Advent Samstag und Sonntag)
- Patrozinium Sankt Nikolaus in Peiß (Gedenktag: 6. Dezember)
- Halloweenparty des Burschenvereins Aying e. V. (erstes Wochenende im November)

### Vereine
- Der Veteranen- und Kriegerverein Aying ist der älteste Kriegerverein Bayerns. Die Lambertikapelle auf dem Kirchenfriedhof wird auch als Kriegergedächtniskapelle genutzt. Auf der rückseitigen Wand ist eine Tafel mit einer Namensliste zahlreicher Gefallener und Verstorbener aus mehreren Kriegen und Ortschaften angebracht. Erster Vorsitzender ist Josef Bachmair (Zweiter Bürgermeister der Gemeinde Aying).
- Der Veteranen- und Kriegerverein Helfendorf wurde im Jahr 1906 gegründet.
- Freiwillige Feuerwehr Aying
- Die Freiwillige Feuerwehr Helfendorf wurde am 6. August 1874 von 22 Männern unter der Leitung des damaligen Schullehrers Nikolaus Hirn auf Grund mehrerer Großbrände in der näheren Umgebung gegründet und am 8. August 1875 anerkannt. Heute besteht der eingetragene Verein aus über 400 Mitgliedern, von denen die Mehrzahl fördernd sind.
- Verein Dorfleben und Soziales in der Gemeinde Aying
- Emmeramibruderschaft Helfendorf
- Der Burschenverein Dürrnhaar wurde im Jahre 1972 wiedergegründet und veranstaltet regelmäßig Feste, wie das Sonnwendfeuer und alle 5 Jahre ein Maifest mit Aufstellen eines Maibaumes traditionell von Hand.
- weitere Burschenvereine in Aying und Großhelfendorf
- Der Wasserversorgungsverband Helfendorf besteht seit über 100 Jahren und kümmert sich um das Trinkwasser der Altgemeinde Helfendorf. Derzeit besteht der WVV Helfendorf aus 552 Mitgliedern mit 605 Abnahmestellen. Laut Vorstandschaft belief sich im Jahr 2007 der Wasserverbrauch auf 152.953 Kubikmeter. 2007 übernahm Hermann Oswald die Leitung des WVV, nachdem Josef Sedlmair aus Blindham nach 26 Jahren Vorstandstätigkeit das Amt übergeben hatte.

## Geldversteck der Oetker-Entführung
Auf dem Gemeindegebiet von Aying befand sich auch das Erdversteck, in welchem Dieter Zlof (der Entführer von Richard Oetker) die infolge der Entführung erbeuteten 21 Millionen DM Lösegeld von Januar 1979 bis Ende 1995 vergraben hatte. Dabei handelte es sich um ein 85 Zentimeter tiefes, feuchtes Loch in einer baumbestandenen Lehmkuhle nahe dem Ayinger Gemeindeteil Rauchenberg, welches von der Polizei im Frühjahr 1997 entdeckt wurde.

## Ehrenbürger
- Ruppert Fritzmeier, Seniorchef der Fritzmeier Gruppe
- Franz Inselkammer (1935–2024), Bräu von Aying